# كفر محلة داود
قرية كفر محلة داود هي إحدى القرى التابعة لمركز الرحمانية في محافظة البحيرة في جمهورية مصر العربية. حسب إحصاءات سنة 2006، بلغ إجمالي السكان في كفر محلة داود 2755 نسمة، منهم 1330 رجل و1425 امرأة.